# Jackie Chan: A katona
A Jackie Chan: A katona (kínaiul 大兵小将, pinjin: Dà Bīng Xiǎo Jiāng, magyaros átírás: Ta ping hsziao csiang, angol címén Little Big Soldier) egy 2010-ben bemutatott kínai-hongkongi akció-kalandfilm, melynek forgatókönyvét Jackie Chan írta. A főszerepben Chan mellett a tajvani popsztár, Wang Leehom látható. A Rotten Tomatoes tizenhárom kritikus véleményére alapozva 77%-ot ítélt a filmnek.

## Történet
Egy idős katona (Chan) és az ellenséges állam fiatal tábornoka (Wang) az egyetlen túlélője a nagy csatának. Az öreg foglyul ejti a fiatal tábornokot a fejéért járó jutalomra pályázva, majd hosszú és kalandokkal teli úton nekivág, hogy leszállítsa a foglyot.